# Train suburbain de Fertővidék/Neusiedler Seebahn
La ligne HÉV de Fertővidék / Neusiedler Seebahn est la seule ligne du réseau de train suburbain de Hongrie, hors Budapest, ainsi qu'une ligne du réseau ferroviaire du Burgenland en Autriche. Inaugurée en 1897, la ligne est originellement entièrement situé en Hongrie mais une partie du réseau devient autrichienne après le traité de Trianon en 1920. Cette ligne est exploitée par la GySEV-Raaberbahn. 